# Manda Kanouté
Manda Kanouté (* 1. Januar 1963) ist eine ehemalige malische Leichtathletin, die sich auf den Sprint spezialisiert hatte.

## Sport
Kanouté nahm an den Olympischen Sommerspielen 1992 in Barcelona teil. Im Wettlauf über 200 m schied sie im Vorlauf aus.